# Actisecos
Actisecos is een mosdiertjesgeslacht uit de  familie van de Actisecidae en de orde Cheilostomatida

## Soorten
- Actisecos discoidea (Canu & Bassler, 1929)
- Actisecos pulcher Harmer, 1957
- Actisecos regularis Canu & Bassler, 1927